# Pentylheptanoat
Pentylheptanoat ist eine organische Verbindung aus der Gruppe der Carbonsäureester. Sie leitet sich von 1-Pentanol und Heptansäure ab.

## Herstellung
Pentylheptanoat kann biotechnologisch hergestellt werden, wobei 1-Pentanol mit Heptansäure in Cyclohexan umgesetzt wird und eine Lipase aus Aspergillus oryzae als Katalysator dient. Bei der Carbonylierung von 1-Hexen mit Bis(triphenylphosphin)palladium(II)-chlorid, Triphenylphosphin und Aluminiumchlorid in Gegenwart diverser Alkohole entstehen überwiegend die Ester der Heptansäure, mit 1-Pentanol also Pentylheptanoat.

## Verwendung
Pentylheptanoat ist in der EU unter der FL-Nummer 09.098 als Aromastoff für Lebensmittel zugelassen.